# Campeonato Europeo de Patinaje Artístico sobre Hielo de 1954
El XLV Campeonato Europeo de Patinaje Artístico sobre Hielo se realizó en Bolzano (Italia) del 28 al 31 de enero de 1954. Fue organizado por la Unión Internacional de Patinaje sobre Hielo (ISU) y la Federación Italiana de Deportes sobre Hielo.

## Resultados

### Masculino
| Puesto | Nombre        | País           | Puntos |
| ------ | ------------- | -------------- | ------ |
| Oro    | Carlo Fassi   | Italia         |        |
| Plata  | Alain Giletti | Francia        |        |
| Bronce | Karol Divín   | Checoslovaquia |        |

### Femenino
| Puesto | Nombre          | País                | Puntos |
| ------ | --------------- | ------------------- | ------ |
| Oro    | Gundi Busch     | Alemania Occidental |        |
| Plata  | Erica Batchelor | Reino Unido         |        |
| Bronce | Yvonne Sugden   | Reino Unido         |        |

### Parejas
| Puesto | Nombre                              | País           | Puntos |
| ------ | ----------------------------------- | -------------- | ------ |
| Oro    | Silvia Grandjean / Michel Grandjean | Suiza          |        |
| Plata  | Sissy Schwarz / Kurt Oppelt         | Austria        |        |
| Bronce | Soňa Balůnová / Miroslav Balůn      | Checoslovaquia |        |

### Danza en hielo
| Puesto | Nombre                             | País        | Puntos |
| ------ | ---------------------------------- | ----------- | ------ |
| Oro    | Lawrence Demmy / Jean Westwood     | Reino Unido |        |
| Plata  | Nesta Davies / Paul Thomas         | Reino Unido |        |
| Bronce | Barbara Radford / Raymond Lockwood | Reino Unido |        |

## Medallero
| Núm. | País                | Oro | Plata | Bronce | Total |
| ---- | ------------------- | --- | ----- | ------ | ----- |
| 1    | Reino Unido         | 1   | 2     | 2      | 5     |
| 2    | Alemania Occidental | 1   | 0     | 0      | 1     |
| 2    | Italia              | 1   | 0     | 0      | 1     |
| 2    | Suiza               | 1   | 0     | 0      | 1     |
| 5    | Austria             | 0   | 1     | 0      | 1     |
| 5    | Francia             | 0   | 1     | 0      | 1     |
| 7    | Checoslovaquia      | 0   | 0     | 2      | 2     |
|      | TOTAL               | 4   | 4     | 4      | 12    |